# Colaspoides mindanaica
Colaspoides mindanaica es un coleóptero de la familia Chrysomelidae.
Fue descrita científicamente en 1988 por Medvedev.